# Instituto Nacional Superior del Profesorado Técnico
El Instituto Nacional Superior del Profesorado Técnico es un centro de enseñanza superior no universitaria de la República Argentina dependiente de la Universidad Tecnológica Nacional.
El centro tiene sus instalaciones ubicadas en la Ciudad Autónoma de Buenos Aires, en el barrio de Villa Ortúzar

## Historia
En 1956 el gobierno argentino proyectó la creación de un "Consejo Nacional de Enseñanza Técnica", iniciativa que recién se concretaría el 15 de noviembre de 1959 con la creación del Consejo Nacional de Educación Técnica (CONET), «organismo autárquico dependiente del ministro de Educación a cuyo cargo se puso la dirección, supervisión y organización de la educación técnica y de la formación profesional».
Pocos días después, el 26 de noviembre de 1959 fue creado el Instituto Nacional Superior del Profesorado Técnico (Decreto N° 15.958) para la formación docente de los profesionales que requerían las escuelas del CONET.
El Instituto comenzó a operar recién en 1964 bajo la dirección del rector Leonardo Cozza, quien permaneció en el cargo hasta 1972.
El Instituto tuvo un rápido desarrollo y en 1975 tenía ya 1570 estudiantes
Desde su creación hasta 1990, el Instituto «se dedicó exclusivamente a preparar el personal docente con la especificidad que las escuelas técnicas necesitaban mediante carreras de formación, cursos de capacitación y perfeccionamiento y asistencia técnica», asistencia brindada fundamentalmente en el país aunque ocasionalmente desempeñara la dirección y supervisión del Proyecto Multinacional de Educación Técnica y Formación Profesional de la Organización de Estados Americanos (1972).

### Década del 90'
A comienzos de 1991 se evaluó la posibilidad de que el Instituto ampliara su oferta educativa ante «las necesidades de capacitación que presenta el país, ante los desafios de nuevas tecnologías y de la flexibilidad que tiene que enfrentar la empresa moderna» lo que se concretó en 1994 con la creación de la carrera de Técnico Superior, de tres años de duración, y del Profesorado en disciplinas industriales, que integra la tecnicatura (ciclo técnico-científico) y el ciclo de formación docente.
El 27 de septiembre de 1995 el Instituto fue transferido al Rectorado de la Universidad Tecnológica Nacional mediante un convenio suscripto por el ministro ingeniero Jorge Alberto Rodríguez en representación del poder ejecutivo nacional y el rector Héctor Carlos Brotto en representación de la Universidad, fundamentando la decisión «en la necesidad de vincular académicamente y administrativamente dos instituciones tradicionalmente desvinculadas y... con diferentes historias, ambas vinculadas a la técnica» manteniendo los planes y objetivos de la institución con el objetivo adicional de «que pueda funcionar como un centro de capacitación permanente para los docentes de la UTN».

## Oferta educativa
El Instituto, con sede en avenida Triunvirato 3174, Ciudad de Buenos Aires, mantiene que sus objetivos con «formar técnicos superiores, docentes e instructores en las diversas especialidades tecnológicas que exige hoy el país», «asegurar la formación general, científica y técnico-docente en el más alto grado, de acuerdo con los objetivos de nivel de cada carrera» y «organizar la orientación, especialización, perfeccionamiento y actualización de sus egresados».
Algunas de las carreras dictadas son:
- Técnico Superior en Automatización y Robótica
- Técnico Superior en Control Eléctrico y Accionamientos
- Técnico Superior en Diseño Tecnológico
- Técnico Superior en Electrónica
- Técnico Superior en Física y Física Aplicada
- Técnico Superior en Informática Aplicada
- Técnico Superior en Mecánica, Automotores y Máquinas Térmicas
- Técnico Superior en Química y Química Aplicada
- Profesor en Disciplinas Industriales
- Profesor en inglés e inglés Técnico
- Profesor en Matemática y Matemática Aplicada
- Licenciatura en Enseñanza Matemática